# Carolina Ceca
Carolina Ceca (Talavera de la Reina, 25 de agosto de 1979) es una artista, historiadora del arte y columnista española residente en Tokio, Japón. También es miembro de la Royal Society of Arts.

## Formación
Carolina Ceca se licenció en Historia del Arte en la Universidad de Salamanca en España, en donde completó sus estudios de posgrado en Arte Actual. También, comenzó Bellas Artes y Estudios de Asia Oriental antes de desplazarse a Japón en 2005 para desarrollar labores de investigación en diversos campos en la Universidad Ferris en Yokohama.

## Carrera artística
Entre 2005 y 2010, trabajó y vivió en Japón, España, en Marruecos en el Instituto Nacional de Bellas Artes de Tetuán, y en Casa Falconieri en Italia. Desde el 2011, después del terremoto y tsunami de Tōhoku, año en el cual regresó a Japón, pasa la mayor parte de su tiempo en Tokio creando sus obras, escribiendo e impartiendo conferencias. 

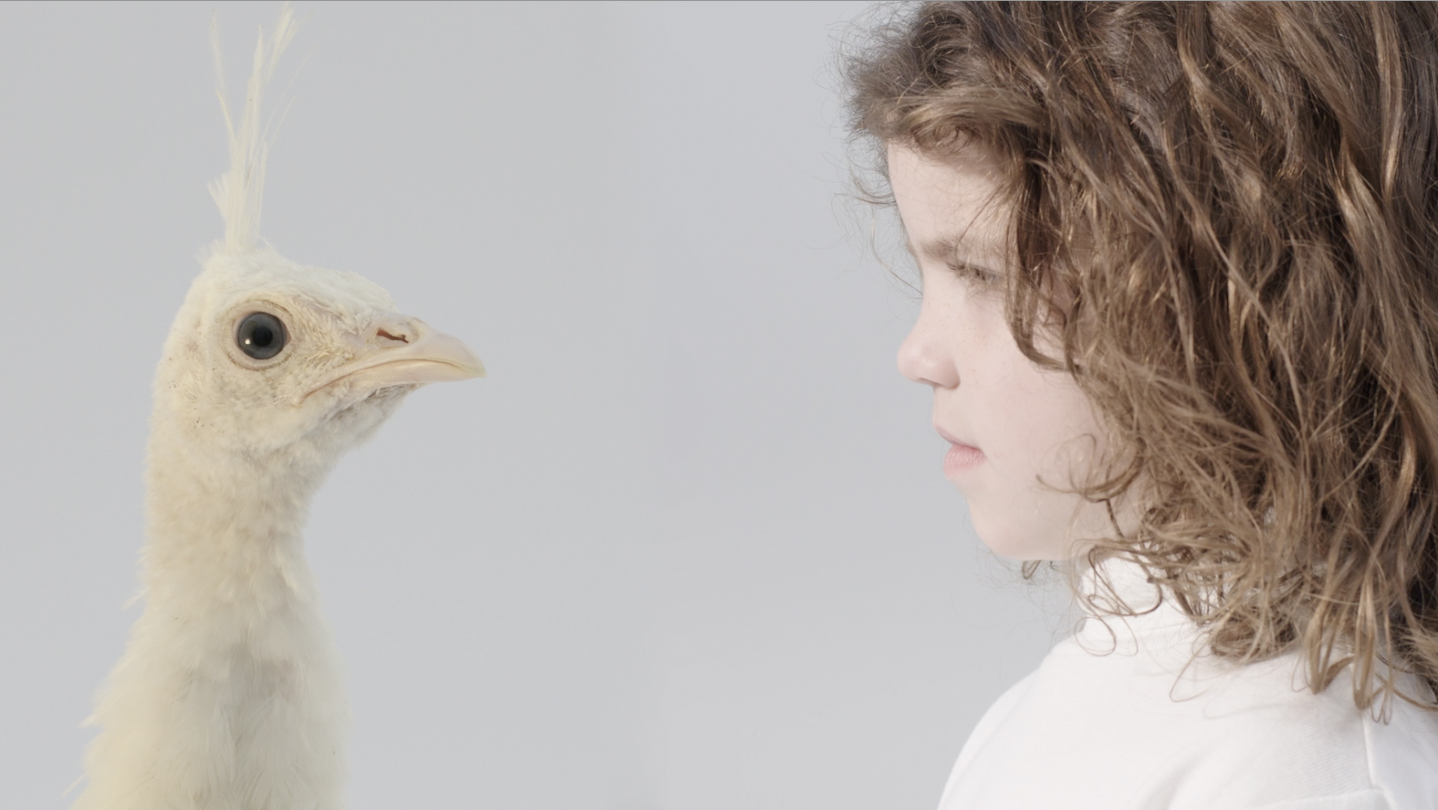
Fotograma de la obra de videoarte Aleph de la artista Carolina Ceca

Los trabajos artísticos de Carolina Ceca están considerados como una rareza artística. En sus obras, utiliza toda clase de materiales naturales como pueden ser las cenizas, el papel japonés "washi" y la organdina, entre otros.
Desde el año 2020, la artista ha enfocado su trabajo en la creación de obras de videoarte con las cuales ha obtenido el reconocimiento internacional por la originalidad y calidad de sus obras, entre decenas de festivales y muestras destacada The Fine Arts Film Festival en California, Estados Unidos. En cada una de estas obras de videoarte la música ha sido compuesta por Marcos Fernandez-Barrero. En la primera de sus obras en formato vídeo, titulada "Intangible", participa la compañía de danza japonesa Dairakudakan. 
La artista Carolina Ceca ha declarado que se sintió profundamente influida por Dondoro (bailarín y coreógrafo japonés) durante su primer año en Japón, también por el movimiento de danza japonesa Ankoku Butoh.
Su arte se ha presentado en Europa, Asia y América.  Ha aparecido en televisión, radio, periódicos y revistas.

## Colaboraciones en medios de comunicación
Entre las colaboraciones con medios de comunicación destacan sus trabajos en Japón como columnista en Artexhibition.jp publicación del medio nacional japonés Yomiuri Shimbun. Además de la publicación mensual de sus dibujos para la sección de literatura en la radiotelevisión pública nipona NHK.

## Listado de exposiciones y proyecciones seleccionadas
- 2024: Intangible, Aleph y Dilemma. Fundación Antonio Pérez. Museo de Fotografía, Huete, España.[8]
- 2023: Alianza Francesa, Daca, Bangladesh.
- 2022: Royal Society of Arts, RSA House, Londres, Inglaterra.
- 2022: Iloilo Museum of Contemporary Art, Filipinas.
- 2022: Casa Museo Zavala, Cuenca, España.[5]
- 2022: Museo de Santa Cruz, Toledo, España.
- 2022: Museo de Guadalajara. Palacio del Infantado, Guadalajara, España.
- 2022: The Blackbox - Negros Museum, Filipinas.
- 2021: Taman Ismail Marzuki, Indonesia.
- 2020-2021: Castillo de San Michele, Cagliari, Italia.
- 2018: Continuum –Libro de Arte Internacional-, Palacio Regio, Cagliari, Italia.[11]
- 2016: Intangible, Instituto Cervantes, Tokio, Japón.
- 2014: Infinito, Embajada de España en Tokio, Japón. Se considera su primera exposición individual en Japón.
- 2010: Estampa Feria de Arte Contemporáneo Internacional, Madrid, España.[12]
- 2009: La Vida de Abejas, Santa Maria de Melque. Sitio histórico, Toledo, España.